# Копчак (Штефан-Водський район)
Копчак (рум. Copceac) — село в Молдові в Штефан-Водському районі. Утворює окрему комуну.
| Молдова | Це незавершена стаття з географії Молдови. Ви можете допомогти проєкту, виправивши або дописавши її. |